# Comité national olympique du Kenya
Le Comité national olympique du Kenya (en anglais, National Olympic Committee Kenya, NOCK) est le comité national olympique du Kenya, fondé en 1955.

## Histoire
Le comité est fondé le 14 février 1955 et reconnu par le Comité international olympique le 17 juin 1963.
Le Kenya participe à ses premiers Jeux olympiques en 1956 à Melbourne.
Le Comité reçoit en 1966 le Trophée du comte Alberto Bonacossa pour sa contribution au Mouvement olympique.
A l'issue des Jeux olympiques d'été de 2016, le gouvernement kényan dissout le NOCK et fait arrêter trois de ses dirigeants.

## Présidents
Les présidents du Comité sont :
- 1955 - ? : Evelyn Baring
- 1963 - 1964 : Reggie Alexander
- 1964 - 1968 : Kibet Boit
- 1968 - 1971 : C. Musembi Mbathi
- 1971 - 1978 : John Kasyoka
- 1978 - 1989 : Samuel Mbogo Kamau
- 1989 - 1999 : Charles Mukora
- 1999 - 2017 : Kip Keino
- depuis 2017 : Paul Tergat.